# Paul Friedrich August Ascherson
Paul Friedrich August Ascherson (Berlín, 4 de junio de 1834-Berlín, 6 de marzo de 1913) fue un botánico, historiador, etnógrafo y lingüista alemán.

## Biografía
Nace en Berlín, hijo de un funcionario de salud. En 1850, estudia medicina en la Universidad de Berlín, pero pronto se interesa más en botánica.
En 1855, recibe su doctorado por una disertación sobre la flora del Margraviato de Brandeburgo.
En los 1850s, comienza a herborizar en Sajonia, incluyendo varias excursiones con Ludwig Schneider y Gustav Maass.
En 1860, en asistente en el Jardín Botánico de Berlín (Botanischer Garten und Botanisches Museum Berlin-Dahlem).
En 1863, es promovido a profesor de botánica específica y fitogeografía.
En 1865 comienza a trabajar en el Herbario real.
En 1873, es profesor asociado en la Universidad de Berlín. Acompaña a Friedrich Gerhard Rohlfs en su expedición de 1873/74 al desierto de Libia.
En 1876, hace otras expediciones al África, publicando obras fundamentales sobre la flora de ese continente.
En los 1890s herboriza en el distrito de Jerichower Land (Sajonia-Anhalt), y a lo largo del "Vorharz" con Paul Graebner.
Ascherson es conocido por combinar trabajos de flora de ciertas localidades con sus propias observaciones de descripciones de la flora de un territorio mayor.

## Algunas publicaciones
- Studiorum phytogeographicorum de Marchia Brandenburgensis specimen. Disertación, 1855

- Flora der Provinz Brandenburg, der Altmark und des Herzogthums Magdeburg. 1864.[1]

- P. Ascherson: Der Berg Orjen an der Bocche di Cattaro. In: Zeitschrift der Gesellschaft für Erdkunde zu Berlin. Vol. 3, 1868, pp. 319—336

- P. Ascherson: Beitrag zur Flora Dalmatiens. In: Österreichische botanische Zeitschrift. Vol. 19, 1869, pp. 65—70

- con Paul Graebner: Synopsis der mitteleuropäischen Flora. 1896—1939 (unvollendet)[2]

- con Paul Graebner: Das Pflanzenreich Potamogetonaceae. 1907

- con Paul Graebner: Flora des nordostdeutschen Flachlandes (außer Ostpreußen). 1898—1899

- con Agost Kanitz: Catalogus Cormophytorum et Anthophytorum Serbiae. 1877

- con Georg August Schweinfurth: Illustration de la flore d'Egypte. 1887, Supplement 1889

## Honores

### Epónimos
Géneros
Hongos imperfectos
- (Coelomycetes) Aschersonia

Fanerógamas:
- (Hydrocharitaceae) Aschersonia F.Muell. ex Benth.[3]

- (Brassicaceae) Aschersoniodoxa Gilg & Muschl.[4]

Especies
- (Amaranthaceae) Bosea aschersonii Bolle ex Pit. & Proust[5]

- (Asphodelaceae) Eremurus aschersonii Kuntze[6]

- (Asteraceae) Cirsium × aschersonii Čelak.[7]

- (Betulaceae) Betula aschersoniana Hayek[8]

- (Bignoniaceae) Amphilophium aschersonii Ule in Urb. & Graebn.[9]

- (Brassicaceae) Arabis aschersonii Gand.[10]

- (Bromeliaceae) Tillandsia aschersoniana Wittm.[11]

- (Capparaceae) Cleome aschersoniana Pfund[12]

- (Caprifoliaceae) Abelia aschersoniana Rehder[13]

- (Cobaeaceae) Cobaea aschersoniana Brand[14]

- (Connaraceae) Manotes aschersoniana Gilg[15]

- (Convolvulaceae) Convolvulus aschersonii Engl.[16]

- (Cyperaceae) Carex aschersonii H.Lév.[17]

- (Fabaceae) Collaea aschersoniana (Taub.) Burkart[18]

- (Hydrocharitaceae) Halophila aschersonii Ostenf.[19]

- (Illecebraceae) Scleranthus aschersonii Rchb.[20]

- (Iridaceae) Iris aschersonii Foster[21]

- (Lamiaceae) Marrubium × aschersonii P.Magnus[22]

- (Lauraceae) Cryptocarya aschersoniana Mez[23]

- (Lomariopsidaceae) Elaphoglossum aschersonii Hieron.[24]

- (Lycopodiaceae) Huperzia aschersonii (Herter) Holub[25]

- (Malvaceae) Pavonia aschersoniana Gürke[26]

- (Myrtaceae) Eugenia aschersoniana F.Hoffm.[27]

- (Ochnaceae) Ochna aschersoniana Schinz[28]

- (Olacaceae) Olax aschersoniana Büttner[29]

- (Orchidaceae) Angraecum aschersonii Kraenzl.[30]

- (Plantaginaceae) Plantago aschersonii Bolle[31]

- (Poaceae) Melica × aschersonii M.Schulze[32]

- (Polemoniaceae) Rosenbergia aschersoniana (Brand) House[33]

- (Potamogetonaceae) Potamogeton aschersonii A.Benn.[34]

- (Ranunculaceae) Ranunculus aschersonii Freyn[35]

- (Rosaceae) Rubus aschersonii Sprib.[36]

- (Rubiaceae) Psychotria aschersoniana K.Schum. & K.Krause[37]

- (Salicaceae) Salix × aschersoniana Seemen[38]

- (Scrophulariaceae) Chaenorhinum aschersonii Simonk.[39]

- (Scrophulariaceae) Verbascum aschersonii Boiss. & Sint. ex Murb.[40]

- (Solanaceae) Lycium aschersonii Dammer[41]

- (Valerianaceae) Valeriana aschersoniana Graebn.[42]

- (Zannichelliaceae) Vleisia aschersoniana (Graebn.) Toml. & Posl.[43]